# Брајан Робсон
Брајан Робсон (Честер-ле-Стрит, 11. јануар 1957) бивши је енглески фудбалер и садашњи фудбалски тренер. Рођен је у Честер-ле-Стриту, грофовији Дарам, а каријеру је започео у Вест Бромич албиону 1972. године, пре него што је потписао уговор са Манчестер јунајтедом 1981. године, где је постао капитен са најдужим стажом и освојио два пута Премијер лигу, три пута ФА куп, два ФА Комјунити шилда и Куп победника купова. У августу 2011. године Робсон је изабран за најбољег играча Манчестер јунајтеда у анкети о бившим играчима клуба, као део књиге објављене након 19. клупске титуле.
Робсон је за репрезентацију Енгелске наступао у 90 наврата између 1980. и 1991. године, што га чини петим играчем Енглеске са највише наступа за репрезентацију. Постигао је 26 голова и у том тренутку био је осми на листи. Познат је под надимцима „Капетан Марвела” и „Робо”. Боби Робсон изјавио је да је уз Кевина Битија и Алана Ширера, Робсон најбољи британски играч са којим је играо.
Менаџерску каријеру Робсон је започео још као играч у Мидлсбору 1994. године. За седам година колико је био менаџер Мидлсбороа, Робсон је овај тим водио три пута до финала на Вемблију, а на сва три су изгубили. Између 1994. и 1996. године био је помоћник тренера Терија Венаблеса за репрезентацију Енглеске, укључујући и наступ на Европском првенству 1996. године. Касније је био менаџер у Вест Бромич албиону од 2004. до 2006. године, помажући им да постану први тим највишег ранга у 14 година, како би избегли испадање, јер су пре тога били на дну табеле. Мање успешне биле су његове краткотрајне функције менаџера Бредфорд Ситија и Шефилд јунајтеда. Прва је трајала мало више од шест месеци и завршила је испадањем од данашњег ЕФЛ првенства, а последња, односно функција менаџера Шефилд јунајтеда трајала је мање од годину дана и такође није била успешна.
Дана 23. септембра 2009. године, Робсон је постављен за менаџера репрезентације Тајланда. Поднео је оставку 8. јуна 2011. године. Робсон је 1. јула 2011. године именован за глобалног амбасадора у Манчестер јунајтеду.

## Биографија
Робсон је рођен 11. јануара 1967. године у Честер-ле-Стриту, грофовији Дарам.  Био је други од четворо деце, после сестре Сузан, испред млађе браће Јустин и Герија који је такође фудбалер.
Робсон је одгајан у Витон Гилберту до све шесте године када се породица преселила у оближни Честе-ле-Стрит, град у којем се Робсон родио. Као дечак подржавао је Њукасл јунајтед; његов херој из детињства био је нападач Њукасла Вин Дејвс.
Од малих ногу показао је таленат и заинтересованост за фудбал, придружио се локалној извиђачкој групи да би могао да игра за њихов фудбалски тим. Тобсон је похађао средњу школи Биртли Саут, а касније школу Лорд Лавсон где се такмичио у атлетици и фудбалу. Био је капитен школског фудбалског тима и тима Ваштингтон.
Робсон се 2. јуна 1979. године оженио Денис Бриндили, а имају троје деце: Клер (рођ. 1980), Чарлота (1982) и Бена (1988). Године 2000. у медијима је писало да је Робсон имао љубавну аферу са Клер Томилсон, репортетком Скај Спорта.
Дана 16. марта 2011. године објављено је да је Робсон имао операцију у Банкоку, 3. марта 2011. године због рака.
Када је играо фудбал, рекламирао је производе Адидас, а касније и Њу Баланс. Био је тема телевизијског програма This Is Your Life 23. јануара 1985. године, само 12 дана након 28. рођендана, а био је једна од најмлађих гостију ове емисије. Појавио се у бројним рекламама, укључујући и наступ у Карлзберговој реклами Best Pub Side из 2006. године, у којој је глумио заједно са осталим бившим играчима из Енглеске. Године 2007. основао је специјалну спортску компанију Робсон Лоид са циљем да направи спортску академију која би користила за мале фудбалске клубове.  Његова аутобиографија под називом Robbo: My Autobiography објаљена је у мају 2006. године. Дана 18. јула 2011. године у епизоди ТВ програма Шанел 4 под називом „Како купити фудбалски клуб“, Робсон је тајно снимио новинаре, а после у филму описао да су се они представљали као бизнисмени, како би преузели неке клубове.

## Клупска каријера

### Вест Бромич албион
Крајем сезоне 1973/74. Робсон је дебитовао у резервном тиму Вест Бромич албиона. Професионални уговор потписао је на лето 1974. године зарађујући 28 фунти недељно, плус још 250 као потпис на хонорар. Током сезоне 1974/1975. био је редован у резервном тиму Албиона, али га Дон Хове није изабрао за први тим. Након одласка Ховеа, Робсон је први пут позван у сениорски тим од стране менаџера Брајана Вајтхауса. У првом тиму дебитовао је 12. априла 1975. године када је имао 18 година. У наредној утакмици постигао је први погодак за свој клуб у победи од 2:0 над Картидом Ситијем, а последњи меч сезоне играо је у гостима против Нотингем Фореста.
Током сезоне 1975/1976. године Робсон је ретко играо. Суочио се са великом конкуренцијом на његовој позицији, па је често играо на месту центрафора, левог бека, а и средине терена. Вест Бромич албион завршио је на трећем месту Друге дивизије.
Током сезоне 1976/1977. Робсон је почео да се појављује на бочним позицијама, иако је играо левог бека и на средини терена. Међутим његов напредак је застао због озбиљне повреде, сломио је ногу у окршају са Крисом Џонсом, играчем Тотенхем хотспера. Након опоравка поново је заиграо за први тим у демцебру 1977. године. Први професионални хет-трик постигао је 16. марта 1977. године у победи 4:0 против Ипсвич Тауна. Месец дана касније сломио је десни зглоб током дуела са Денисом Туеартом из Манчестер Ситија.
Џони Гилс напустио је клуб крајем сезоне 1976/1977. године, а налседио га је бивши играч Рони Ален, који је изабрао Робсона да замени Гилса у централном везном делу. Међутим, Ален је напустио клуб током средине сезоне, а дефанзивац Џон Вил је привремено постављен на његово место. Резултати су се погоршали, а Робсон је избачен из првог тима. У тим се вратио када је нови шеф тима био Рон Аткинс, који је Робсона назвао „призменим и поштени човеком.” Током сезоне 1978/1979. Робсон је био кључни играч, одиграо је 41 од 42 лигашке утакмице, а носио је дрес са бројем 7.
Робсон је играо велику улогу у Вест Бромич албиону, који је завршио на трећем месту Дивизије 1, највишем лигашком положају у последњих 20 година и стигао до четвртфинала Купа УЕФА. Следећа сезона је била разочаравајућа, клуб је завршио на 10 месту, а Робсон је остварио солидне доприносе, што му је помогло да заигра за репрезентацију Енглеске у фебруару 1989. године. Током сезоне 1980/1981. постигао је 10 голова у 40 лигашких утакмица и помогао тиму да буде четврти у Првој дивизији.
Рон Аткинсон је отишао да преузме Манчестер јунајтед у јуну 1981. године, а спекулисало се да ће га Робсон или пратити до Манчестер јунајтеда или се придружити Ливерпулу. Албион је Робсону понудио нови уговор вредан 1.000 фунти недељно, али он га је одбио и поставио захтев за трансфер. Његов саиграч Реми Мосес потписао је уговор у септембру 1981. године за Манчестер јунајтед, а Робсон убрзо након њега.

### Манчестер јунајтед
Робсон је 1. октобра 1981. прешао у Манчстер јунајтед за накнаду за пренос од 1,5 милиона фунти и потписао уговор на терену на Олд Трафорду два дана касније пре утакмице против Вулверхемптон вондерерса. Рекордни хонорар који је поставио Робсон није срушен шест година, када је Ливерпул платио 1,9 милиона фунти за нападача Њуксал јунајтеда Питера Бердслија у лето 1987. године. Робсон је дебитовао у Манчестер јунајтеду 7. октобра 1981. године, поразом од 1:0 од Тотенхем хотспера. Његов деби за Лигу у новом клубу уследио је три дана касније, у ремију без голова против Манчестери ситија. Робсон је постигао свој први погодак за Манчестер јунајтед постигао 7. новембра 1981. године победом од 5:1 над Санерландом. Прву сезону у Јунајтеду завршио је са 32 утакмице и пет голова, а клуб је завршио на трећем месту лиге.
Робсон је доживео повреду лигамената  током полуфиналне утакмице Лигашког купа 1983. године, а пропустио је финале које је Манчестер јунајтед изгубио од Ливерпула. На терен се вратио у време полуфинала ФА Купа, поново против Арсенала, где је његов тим славио резултатом 2:1. Финале против Брајтона завршено је нерешено, а његов тим победио је након пенала, што је био први Робсонов трофеј у каријери као капитена. Иако је ово био пети тријумф Манчестер јунајтеда у ФА купу, Робсон је био тек други енглески капитен који је подигао трофеј у овом клубу. Наредне сезоне Робсон је помогао Манчестер јунајтеду током утакмица у Купу победника купова.
Након повреде Робсон је пропустио неколико утакмица крајем сезоне, а његов тим је завршио на четвртом месту. Робсон је продужио уговор са Манчестер јунајтедом до 1984. године потписавши седмогодишњи уговор вредан око милион фунти. Наредну сезону Манчестер јунајтед и Робсон почели су у доборј форми са дест узастопних победи, што је сугерисало да би шампионска титула могла да се врати на Олд Трафорд, први пут од 1967. године. Ипак, након неколико пораза тим је завршио на четвтом месту иза првака Ливерпула, другопласираног Евертона и трећепласираног Вест Хем јунајтеда. Повреде рамена у фебруару 1986. године ограничиче су Робсона да игра на само 21 од 42 утакмица за Јунајтед током сезоне 1985/1986. године, на којима је успео да постиге 7 голова.
Робсон је остао наклоњен Манчестер јунајтеду и  након што је Рон Аткинсон отпуштен са места менаџера у новембру 1986. године, а заменио га Алекс Фергусон. Први погодак за Манчестер јунајтед постигао је у финалу ФА купа против Кристал Паласа у првом мечу, који је завршен резултатом 1:1. Манчестер јунајтед је добио други меч и ткао је Робсон постао први капитен овог тима који је три пута подигао пехар. Робсон је још једном имао повреду током сезоне 1989/1990. и играо на 20 од 38 лигашких утакмица, а Манчестер јунајтед је завршио на тринаестом месту, што је била њихова најлошија позиција у лиги од испадања 1974. године.
Током сезоне 1990/1991. године Робсон је одиграо 17 лигашких утакмица због поведе претпљене на Светском првенству. Током наредне сезоне Робсон је поново био у првом тиму, упркос конкуренцији млађих играча као што су Пол Инс, Нил Веб и Андреј Канчељскис. Током те сезоне направио је свој деведесети и последњи наступ за репрезентацију Енглеске. Упркос слабој сезони 1991/1992. Робсон је остао капитен клуба и наступа на већини утакмица.
Наступио је на 14 лигашких утакмица током сезоне 1992/1993. године, што је била прва сезона Премијер лиге. Поред повреда, Робсон је имао и велику конкуренцију на својој позицији у тиму, када је Манчестер јунајте довео Роја Кена, али чак и након тога је Робсон играо у првом тиму. Увођењем бројева за тимове Премијер лиге у сезони 1993/1994. Робсону је додељен број 12, док је дрес са бројем 7 који је носио пре тога додељен Ерику Кантони. И поред конкуренције Робсон је успео да игра на влеиком броју утакмица и са томом освоји још један трофеј Премијер лиге. Робсон је испао из првог типа за финале ФА купа, а то је одлука за коју је Алекс Фергусон рекао да му је била једна од најтежих у каријери.
Његов последњи наступа за Манчестер јунајтед био је 8. маја 1994. године, на мечу против Ковентри Ситија. За Манчестер јунајтед играо је на 461 утакмици на свим такмичењима, постигао 99 голова, а сматран је за једног од најбољих играча свих времена у овом клубу.

### Мидлсбро
Тринаестогодишњу каријеру у Манчестер јуанјтеду окончао је након скоро 500 наступа и 99 голова у мају 1994. године, када је прихватио понуду да буде менаџер и играч Мидлсброа. Од 1994. до 1996. године комбиновао је улогу помоћника менаџера, али није био укључен у тренерски штаб новог менаџера Глена Ходла.
Године 2015. изразио је жаљене што је одбио прилику да буде менаџер репрезентације Енглеске. Последњу утакмицу одиграо је 1. јануара 1997. године у утакмици Премијер лиге против Арсенала, 10 дана пре свог 40. рођендана.
У својој аутобиографији навео је да је знао кад је право време за пензију, јер му је боловао две недеље након што је покушао да испрати фудбалере Дениса Бергкампа и Илана Рајта.

### Играчка каријера у репрезентацији
У лето 1975. Робсон је позван у омладинску репрезентацију Енглеске на Светски куп. Играо је као центарфор током турнира, који је Енглеска добила, победивши Финску 1-0 у финалу. Изабран је за репрезентацију Енглеске млађих од 21 године први пут у марту 1977. године, али повукао га је из тима његов клуб Вест Бромич албион, којем је био потребан за лигашки меч против Манчестед јунајтеда на Олд Трафорду. Меч је завршен резултатом 2:2, а Робсон је постигао један од голова.
Дана 6. фебруара 1979. године, коначно је дебитовао у Енглеској до 21 године, иако као играч прекомерног боравка (тада је имао 22 године), док је Енглеска победила Велс млађе. Дебитовао је у Енглеској Б репрезентацији 12. јуна 1979. године, а постигао је погодак после само пет минута да би Енглеска повела резултатом 1: 0 против Аустрије Б у Клагенфурту. Три пута је играо за Енглеску Б репрезентацију, трћи и послењи на утакмици против репрезентација Алжира 11. децембра 1990. године. Дана 6. фебруара 1980. године, Робсон је имао први наступ за Енглеску на мечу против Републике Ирске. Други наступ имао је на мечу против репрезентације Аустралије у Сиднеју. Први гол за репрезентацију постигао је 9. септембра 1981. године на мечу против селекције Норвешке у Ослу.
Тренер репрезентације Енглеске Рон Гринвуд редовно је убацивао Робсона у састав, на месту играча средине терена. Робсон је играо на међународним утакмицама након завршетка Европског првенства, укључујући свих осам квалификационих утакмица за Светско првенство 1982. године, где је репрезентација Енгеске стигла до финала такмичења. Робсон је 20 година држао рекорд за најбрже постигнут гол на Светском купу 1982. године, само наккон 27 секунди меча постигао је гол селекцији Француске, трећи најбржи на Светском пренству до 2002. године. За своје постигнуће, Робсон је добио златни сат.
Робсон је први пут био капитен репрезентације Енглеске 17. новембра 1982. године, водећи до победе тим против репрезентације Грчке у Солуну, а утакмица је завршена резултатом 3:0. Хет-трик постигао је у победио Енглеске резултатом 8:0 над репрезентацијом Турске у Истанбулу 14. новембра 1984. године. Надимак му је био „Капетан Марвел”, а помогоа је Енглеској да се кандидује на Светско првенство 1986. године које се одржало у Мексику. Ипак, Робсон је доживео повреду рамена у другој утакмици Енглске у груној фази против селекције Марока  што га је спречило да учествује у даљњем турниру. Иста повреда мучила га је неколико недеља и после првенства. Након две године Робсон је играо за репрезентацју Енглске на квалификацијама за Европско првенство 1988. године. Ипак Енглеска је изгубила све три утакмице у групној фази.  Робсон је наставио своју каријеру у репрезентацији све до 1991. године, такође помажући Енглеској да стигне до Светског првенства 1990. године. За други узастопни Светски куп, његова улога је била ограничена, јер је у другом мечу (против Холандије) још једном доживео повреду која га је игра.
Робсон је у аутобиографији рекао да је у једној од његових последњих утакмица за Енглеску под Грахамом Тејлором играо бизарно на левом крилу, иако тамо никада није играо за клуб и више није имао темпо да се успне и спушта низ линију када је имао 34 године. Робсона су изабрали Боби Робсон и Тони Адамс у њихове најбоље тимове у својим аутобиографијама о најбољим играчима у Енглеској. Адамс је твдио да је Робсон има „сјајн фудбалски мозак” и изузетну свест; често пресрећући или знајући где би лопта слетела испред других играча. Адамс је рекао да је то раздвојило изванредне играче од добрих играча, а Робсон би се уврстио у категорију „најбољих”. Пол Гасон је у својој књизи из 2004. године истакао да је Робсон најбољи фудбалер са којим је икада делио терен и најбољи играч своје генерације.  Поред тога, Питер Бредсли га је именовао у својој књизи „Perfect XI”.

## Тренерска каријера

### Мидлсбро
Тренерску каријеру Робсон је започео када је Мидлсбор освојио титулу Фудбалске лиге Чемпионшип и доспео у Премијер лигу. Помогоа му је Вив Анерсон, бивши играч Манчестер јунајтеда. Мидслбор се вратио у Премијер лигу и довео неколико тада скупих фудбалера. У Премијер лиги били су четврти у октобру 1995. године, али су такмичење завршили на дванаестом месту.
Током сезоне 1996/1997. Робсон је са Мидлсбром играо два финала домаћег купа, али су на обе утакмице изгубили. Упркос лошој сезони, одбор је имао поверење у Робсона и он је Мидлсбро вратио у Премијер лигу током сезоне 1997/1998. У финалу Енглеског Лига купа, Мидлсбор је изгубио.
У новембру 2000. године Робсон је критиковао играче због лоших резултата, а тим је био пред испадање из лиге. Месец дана касније Мидлсбор је довео Терија Венаблеса као главном тренера да помогне Робсону, који је остао на месту менаџера. месту менаџера. Робсон је напустио клуб „по обостраној сагласности” у јуну 2001. године, пошто није успео да доведе клуб више од деветог места у лиги. На његово место дошао је Стив Макларен.

### Бредфорд Сити
Након оставке Мика Мекартија, Робсон се у јануару 2003. године појавио као фаворит кладионица да постане нови менаџер репрезентације Ирске, али је на то место ипак дошао прешао Брајан Кер. У новембру 2003. Робсон је био постављен за тренера Нигерије, али то именовање је блокирао нигеријски министар спорта због сумње да Робсонови захтеви за плате не би могли бити испуњени. Касније тог месеца, Робсон се вратио фудбалу, више од две године након што је напустио Мидлсбро када је прихватио посао менаџера са Бредфорд Ситијем.
Робсон је добио своју шансу као тренер на утакмици Бредфорд Ситија против Милвола, али са тимом је остварио само шест победа. Робсон-ов краткорочни уговор није обновљен, а на његово место дошао је Том Колин.

### Вест Бромич албион
Робсонов је од 9. новембра 2004. године постао тренер Вест Бромич албиона, а пре тога за тај клуб је играо 23 године. Његов први меч са овим тимом био је на утакмици против Мидлсбора, који су победили. Робсон је током игре често био критикован од стране присталица Вест Бромич албиона.
 Године 2004. напустио је место тренера Вест Бромич албиона, а био је заинтересован да постане тренер репрезентације Енглеске до 21 године са пуним радним временом, али посао је добио Стјуарт Пирс.

### Шефилд јунајтед
Дана 22. маја 2007. године на конференцији за штампу објављено је да ће Робсон и Брајан Кид бити нови избор тренера у Шефилд јунајтеду, након оставке Нила Варнока. Први меч Робсона као тренера био је против Колчестер јунајтеда 11. августа 2007. године, а завршен је резултатом 2:2. Прва победа била је три дана касније над тимом Честерфилда у Енглеском Лига купу. Шефилд јунајтед је након тога прикупио девет бодова у првих 10 лигашких мечева. Након низа недоследних резултат и пораза, Робсон је изјавио да је изгубио стрпљење са новим играчина. Након позива на његову оставку прецедавајући Шефилд јунајтеда Кевин МекКејб пружио је подршку Робсону и позвао на стрпљење и јединство. Робсон је тада изразио разочарење што нема средства за која се очекивало да помогну у обнови тима. Након ремија Шефилд јунајтеда код куће, 9. фебруара 2008. године, Робосон је био под све већим притиском навијача који су тражили да се он отпусти. Сходно томе, позван је на састанак у Брисел, 13. фебруара 2008. године са председником Кевином МекКејбом, након чега је ослобођен дужности првог тима, наредног дана.

### Повратак у Манчестер јунајтед
У марту 2008. године, 14 година након што је последњи пут играо за Манчестер јунајтед, вратио се као амсасадор тима у почетном периоду од 12 месеци. Радио је са Бобијем Чарлтоном како би помогао тиму да „промовише своје комерцијалне и добротворне циљеве“.

### Репрезентација Тајланда
Дана 23. септембра 2009. године, Робсон је постао тренер репрезентације Тајланда. Уговорено је да ће тим водити до Светског првенства 2014. године. Први меч на месту тренера Робсона, Тајланд је одиграо 14. новембра, а славили су 3:1 над репрезентацијом Сингапура у оквиру група за квалификације за АФК азијски куп 2011. године. Први пораз на месту тренера Тајланда претрпео је 18. новембра 2009. године, када је његов тим изгубио од Сингапура на домаћем терену. У јануару 2010. године уследила су два ремија без голова са репрезентацијом Јордана и Ирака током квалификација за Азијски куп 2011. године. Тајланд је након тога 3. марта 2010. године претрпео пораз од Ирана у Техерану у финалној утакмици групе Е, чиме су окончане њихове наде за квалификације за Азијски куп 2011. године..
Робсон је 11. августа 2010. године водио Тајланд до друге победе против Сингапура, на домаћем терену. У децембру 2010. године Робсон је успео да са Тајландом буде на првпј позицији групе А 2010. Сузуки купа. Дана 8. јуна 2011. године поднео је оставку и од тада се вратио да буде амбасадор Манчестер јунајтеда.

## Статистика каријере
| Наступи            | Наступи           | Наступи                               | Лига | Лига | Куп | Куп | Лигашки куп | Лигашки куп | Европа | Европа | Остало | Остало | Укупно | Укупно |
| Клуб               | Сезона            | Лига                                  | Ута  | Гол  | Ута | Гол | Ута         | Гол         | Ута    | Гол    | Ута    | Гол    | Ута    | Гол    |
| ------------------ | ----------------- | ------------------------------------- | ---- | ---- | --- | --- | ----------- | ----------- | ------ | ------ | ------ | ------ | ------ | ------ |
| Вест Бромич албион | 1974–75           | Друга дивизија                        | 3    | 2    |     |     |             |             |        |        |        |        |        |        |
| Вест Бромич албион | 1975–76           | Друга дивизија                        | 16   | 1    |     |     |             |             |        |        |        |        |        |        |
| Вест Бромич албион | 1976–77           | Прва дивизија Фудбалске лиге Енглеске | 23   | 8    |     |     |             |             |        |        |        |        |        |        |
| Вест Бромич албион | 1977–78           | Прва дивизија Фудбалске лиге Енглеске | 35   | 3    |     |     |             |             |        |        |        |        |        |        |
| Вест Бромич албион | 1978–79           | Прва дивизија Фудбалске лиге Енглеске | 41   | 7    |     |     |             |             |        |        |        |        |        |        |
| Вест Бромич албион | 1979–80           | Прва дивизија Фудбалске лиге Енглеске | 35   | 9    |     |     |             |             |        |        |        |        |        |        |
| Вест Бромич албион | 1980–81           | Прва дивизија Фудбалске лиге Енглеске | 40   | 10   |     |     |             |             |        |        |        |        |        |        |
| Вест Бромич албион | 1981–82           | Прва дивизија Фудбалске лиге Енглеске | 5    | 0    |     |     |             |             |        |        |        |        |        |        |
| Вест Бромич албион | Укупно            | Укупно                                | 198  | 40   | 12  | 2   | 18          | 2           | 0      | 0      | 12     | 3      | 240    | 47     |
| Манчестер јунајтед | 1981–82           | Прва дивизија Фудбалске лиге Енглеске | 32   | 5    | 1   | 0   | 2           | 0           | –      | –      | –      | –      | 35     | 5      |
| Манчестер јунајтед | 1982–83           | Прва дивизија Фудбалске лиге Енглеске | 33   | 10   | 6   | 3   | 8           | 1           | 2      | 1      | –      | –      | 49     | 15     |
| Манчестер јунајтед | 1983–84           | Прва дивизија Фудбалске лиге Енглеске | 33   | 12   | 1   | 0   | 6           | 0           | 6      | 4      | 1      | 2      | 47     | 18     |
| Манчестер јунајтед | 1984–85           | Прва дивизија Фудбалске лиге Енглеске | 33   | 9    | 4   | 2   | 2           | 1           | 7      | 2      | –      | –      | 46     | 14     |
| Манчестер јунајтед | 1985–86           | Прва дивизија Фудбалске лиге Енглеске | 21   | 7    | 3   | 0   | 2           | 0           | 0      | 0      | 1      | 0      | 27     | 7      |
| Манчестер јунајтед | 1986–87           | Прва дивизија Фудбалске лиге Енглеске | 30   | 7    | 0   | 0   | 3           | 0           | –      | –      | –      | –      | 33     | 7      |
| Манчестер јунајтед | 1987–88           | Прва дивизија Фудбалске лиге Енглеске | 36   | 11   | 2   | 0   | 5           | 0           | –      | –      | –      | –      | 43     | 11     |
| Манчестер јунајтед | 1988–89           | Прва дивизија Фудбалске лиге Енглеске | 34   | 4    | 6   | 2   | 3           | 2           | –      | –      | –      | –      | 43     | 8      |
| Манчестер јунајтед | 1989–90           | Прва дивизија Фудбалске лиге Енглеске | 20   | 2    | 4   | 2   | 3           | 0           | –      | –      | –      | –      | 27     | 4      |
| Манчестер јунајтед | 1990–91           | Прва дивизија Фудбалске лиге Енглеске | 17   | 1    | 3   | 0   | 5           | 0           | 4      | 0      | –      | –      | 29     | 1      |
| Манчестер јунајтед | 1991–92           | Прва дивизија Фудбалске лиге Енглеске | 27   | 4    | 2   | 0   | 6           | 1           | 3      | 0      | 0      | 0      | 38     | 5      |
| Манчестер јунајтед | 1992–93           | Премијер лига                         | 14   | 1    | 1   | 0   | 1           | 0           | 1      | 0      | –      | –      | 17     | 1      |
| Манчестер јунајтед | 1993–94           | Премијер лига                         | 15   | 1    | 2   | 1   | 5           | 0           | 4      | 1      | 1      | 0      | 27     | 3      |
| Манчестер јунајтед | Укупно            | Укупно                                | 345  | 74   | 35  | 10  | 51          | 5           | 27     | 8      | 3      | 2      | 461    | 99     |
| Мидлсбро           | 1994–95           | Прва дивизија Фудбалске лиге Енглеске | 25   | 1    |     |     |             |             |        |        |        |        |        |        |
| Мидлсбро           | 1995–96           | Премијер лига                         | 2    | 0    |     |     |             |             |        |        |        |        |        |        |
| Мидлсбро           | 1996–97           | Премијер лига                         | 1    | 0    |     |     |             |             |        |        |        |        |        |        |
| Мидлсбро           | Укупно            | Укупно                                | 28   | 1    | 1   | 0   | 1           | 0           | 0      | 0      | 0      | 0      | 3      | 1      |
| Укупно у каријери  | Укупно у каријери | Укупно у каријери                     | 571  | 115  | 48  | 12  | 70          | 7           | 27     | 8      | 15     | 5      | 730    | 147    |

### Тренерска статистика
Укључујући све утакмице. Ажурирано 6. јануара 2010.
| Тим                | Реп.     | Од                  | До                  | Статистика | Статистика | Статистика | Статистика | Статистика |
| Тим                | Реп.     | Од                  | До                  | У          | П          | Н          | И          | Поб. %     |
| ------------------ | -------- | ------------------- | ------------------- | ---------- | ---------- | ---------- | ---------- | ---------- |
| Мидлсбро           | Енглеска | 31. мај 1994.       | 6. децембар 2000.   | 314        | 127        | 86         | 101        | 040,45     |
| Бредфорд Сити      | Енглеска | 24. новембар 2003.  | 17. јун 2003.       | 28         | 7          | 1          | 20         | 025,00     |
| Вест Бромич албион | Енглеска | 9. новембар 2004.   | 18. септембар 2006. | 81         | 19         | 24         | 38         | 023,46     |
| Шефилд јунајтед    | Енглеска | 22. мај 2007.       | 14. фебруар 2008.   | 38         | 14         | 12         | 12         | 036,84     |
| Thailand           | Тајланд  | 23. септембар 2009. | 8. јун 2011.        | 15         | 6          | 4          | 5          | 040,00     |
| Укупно             | Укупно   | Укупно              | Укупно              | 476        | 173        | 127        | 176        | 036,34     |

## Трофеји
Извор:

### Као играч
Манчестер јунајтед
- Премијер лига: 1992/1993, 1993/1994.[96]
- ФА куп: 1982/1983, 1984/1985, 1989/1990.
- ФА Комјунити шилд: 1983, 1993.
- Куп победника купова: 1990/1991.

### Индивидуални
- Најбољи тим године по Професионалној фудбалској асоцијацији: 1981/1982, 1982/1983, 1983/1984, 1984/1985, 1985/1986, 1988/1989.[97]
- Најбољи тим века по Професионалној фудбалској асоцијацији (1977—1996): 2007.[98]

Гол сезоне у Првој дивизији: 1985/1986.
- Награда Мет Базби за играча године: 1988/1989.[99]

### Мидлсбро
- Прва дивизија Фудбалске лиге Енглеске: 1994/1995.[100]

### Индивидуални
- Менаџер месеца Премијер лиге: март 1997.

Робсон је награђен Орденом Британске Империје на новогодишњој прослави у јануару 1990. године. Године 1998. увршћен је на списак „100 легенди Фудбалске лиге Енглске” и увршћен на списак Славних енглеске Фудбалске куће 2002. године. Увршћен је међу 15 најбољих играча Вест Бромич албиона у анкети 2004. године организованој као део прославе 125. година клуба.